# Donny the Punk
Stephen Donaldson, nato Rober Anthony Martin, Jr e conosciuto con il soprannome di Donny il Punk (Utica, 27 luglio 1946 – 18 luglio 1996), è stato un attivista statunitense, fondatore della Stop Prisoner Rape, Inc.

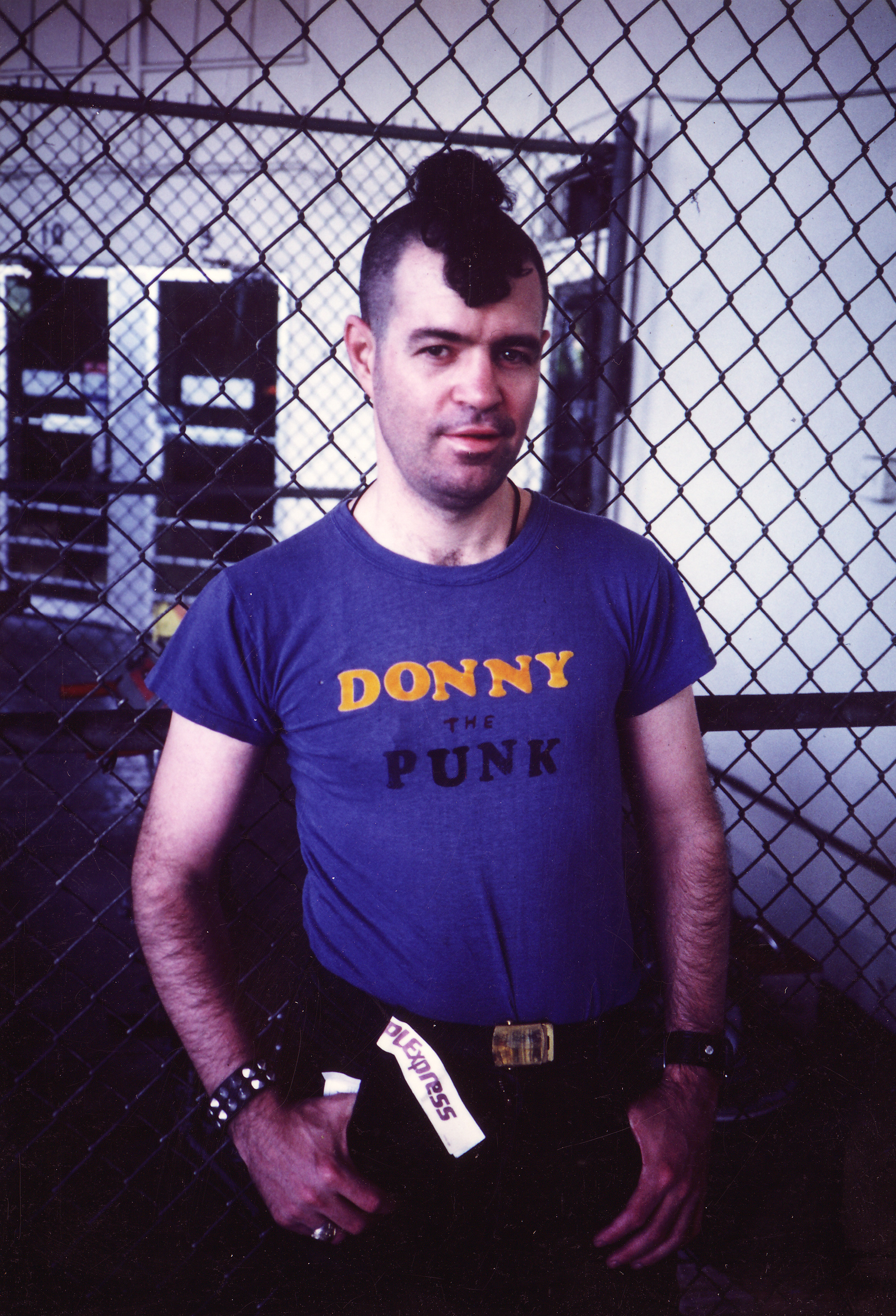
Stephen Donaldson nel 1984

È meglio conosciuto per il suo impegno nella riforma del sistema carcerario e per la sua partecipazione nella sottocultura punk.

## Anni giovanili
Donaldson era figlio di un ufficiale di marina e lui stesso divenne marinaio. Assunse il nome di Stephen Donaldson dopo il diploma presso le scuole superiori.

## Primo attivismo ed esperienze in prigione
Dopo aver preso parte alle organizzazioni studentesche ed omosessuali presso la Columbia University, Donaldson divenne attivista nella protesta contro la Guerra in Vietnam. Nel 1973, durante una marcia per la pace presso la Casa Bianca, molti dimostranti vennero arrestati dalla polizia. Molti di questi vennero rilasciati dietro corresponsione di una cauzione simbolica di 10 dollari, ma Donaldson rifiutò di pagarla per questioni di principio.
Su ordine del direttore del carcere, Donaldson venne trasferitò presso il braccio ove risiedevano i criminali più incalliti. Quella notte, Donaldson venne violentato analmente e oralmente dozzine di volte da uno stimato numero di 45 maschi afro-americani. Riportò delle ferite al retto così severe che si richiese l'intervento dell'infermeria, e passò settimana in carcere dopo l'attacco. Dopo il suo ricovero, Donaldson raduno una conferenza stampa, e riportò gli eventi vissuti ai reporters. Al processo a suo carico, fu prosciolto da tutti i capi d'accursa.
Donaldson finì per avere seri problemi emotivi, tornando in carcere più volte, ma anche prendendo un certo numero di diplomi presso studi religiosi. Durante le successive incarcerazioni, volle essere messo in cella con altri detenuti in grado di difenderlo da tentativi di pestaggio ed altri attacchi; sebbene dovesse copulare in cambio di questa protezione. Da qui nasce il soprannome "punk". Con questo termine si usa riferirsi a persone deboli che danno in cambio prestazioni sessuali per essere incluse in un gruppo che garantisca la loro sicurezza fisica. Una spiegazione della teoria di Donny di essere punk è reperibile in una lettera presente nel libro We're All Doing Time di Bo Lozoff.

## Attivismo successivo, scrittura e morte

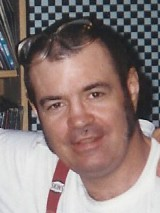
Donny the Punk, luglio 1995

Fu presidente del Stop Prisoner Rape, Inc., un'organizzazione d'aiuto per i prigionieri che hanno avuto a che fare con traumi psicofisici dovuti a violenza, e per la prevenzione di questi eventi. Fu inoltre uno dei primi attivisti contro le violenze sessuali maschili che focalizzò l'attenzione pubblica negli Stati Uniti.
Come Donny il Punk, fu anche un rispettato scrittore ed una personalità nel movimento punk e degli skinhead anti-razzisti. I suoi lavori vennero pubblicati in svariate riviste quali Maximun RocknRoll, Filpside e J.D.s. A metà degli anni ottanta. Fu assistente editore dell'Encyclopedia of Homosexuality (Enciclopedia dell'omosessualità) (Garland Publishing, 1990) e fu editore capo di una edizione ridotta dell'enciclopedia, che però rimase non pubblicata.
Nel 1996, morì di AIDS.

## Citazioni
- "Mi sono immerso nell'hinduismo di Shiva passando dal buddismo, in parte perché di esso ne è parte una forte cultura di adorazione fallica. Posso riferire questo interesse a questo aspetto. Posso riferirmi al fallo come simbolo di potere totale, di creatività, e vedere come emana un senso di soggezione, che sta alla base del sentimento religioso. Sai, l'arcano. Il grandioso. Il venerato. Tutti i sentimenti che non hanno nulla a che vedere con il bene ed il male. Solo questo senso di incredibile potere, questa irresistibile energia che è altro, totalmente altro, e ancora ti tocca così profondamente l'interno. Questa è religione."